# Christ Church Greyfriars
Christ Church Greyfriars, appelée aussi Christ Church Newgate Street, est une ancienne église anglicane en ruine, située Newgate street, dans la Cité de Londres.  
Cette église détruite pendant le Blitz de la Seconde Guerre mondiale a été transformée en jardin public.

## Histoire
L'église était celle d'un monastère franciscain fondé au XIIIe siècle, 
Le cœur de la bienheureuse Éléonore de Provence, épouse d'Henri III d'Angleterre est supposé y avoir été enterré.
En 1538, pendant la réforme anglaise, l'église a été transformée en église paroissiale après la dissolution du monastère. 
L'église médiévale a été détruite par le grand incendie de Londres en 1666. 
Elle a été reconstruite en 1687 par Christopher Wren. Le clocher de 45 mètres de haut, a été ajouté en 1704.
L'église été détruite par les bombardements le 29 décembre 1940. Une bombe a percé le toit et explosé dans le chœur de l'église. Au cours de cette nuit, huit églises de la Cité de Londres ont été détruites.
Après la guerre, il a été décidé de ne pas rebâtir l'église, mais de préserver ses ruines comme un mémorial. Christ Church Greyfriars est une de deux églises dans la Cité de Londres qui sont restées en ruines depuis les années 1940 ; l'autre est St Dunstan-in-the-East (en).

## Description
La tour, la flèche et des portions des murs sont tout ce qui reste de l'église. L'ancienne nef a été utilisée comme jardin public depuis 1989.

## Galerie

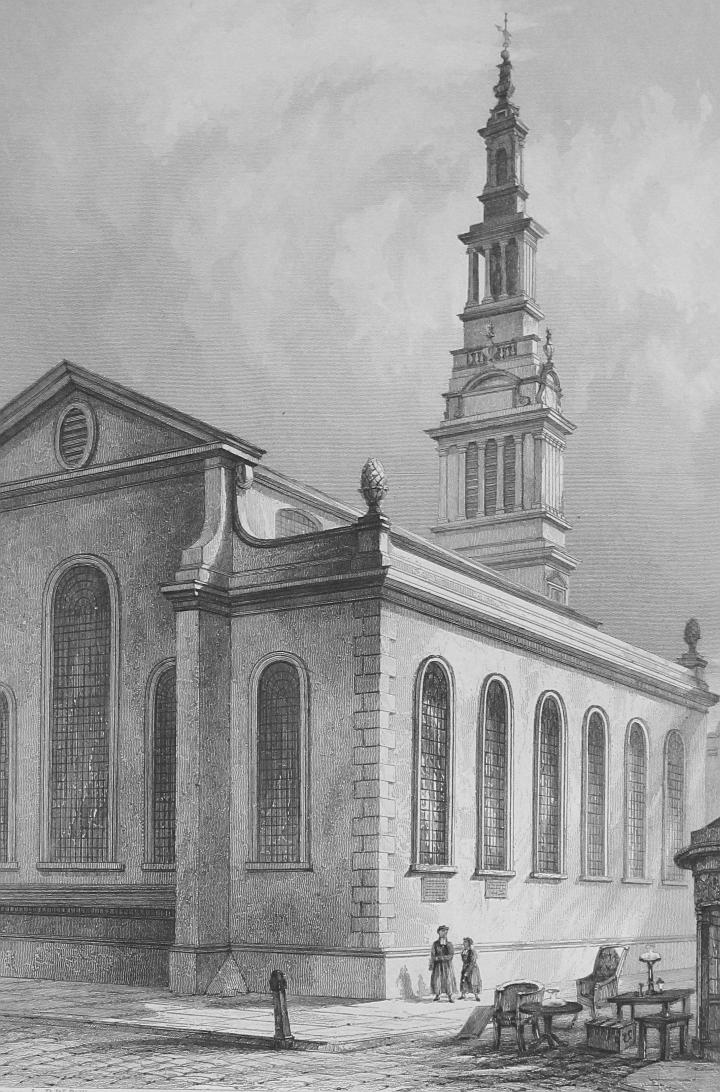
L'église au XIXe siècle.
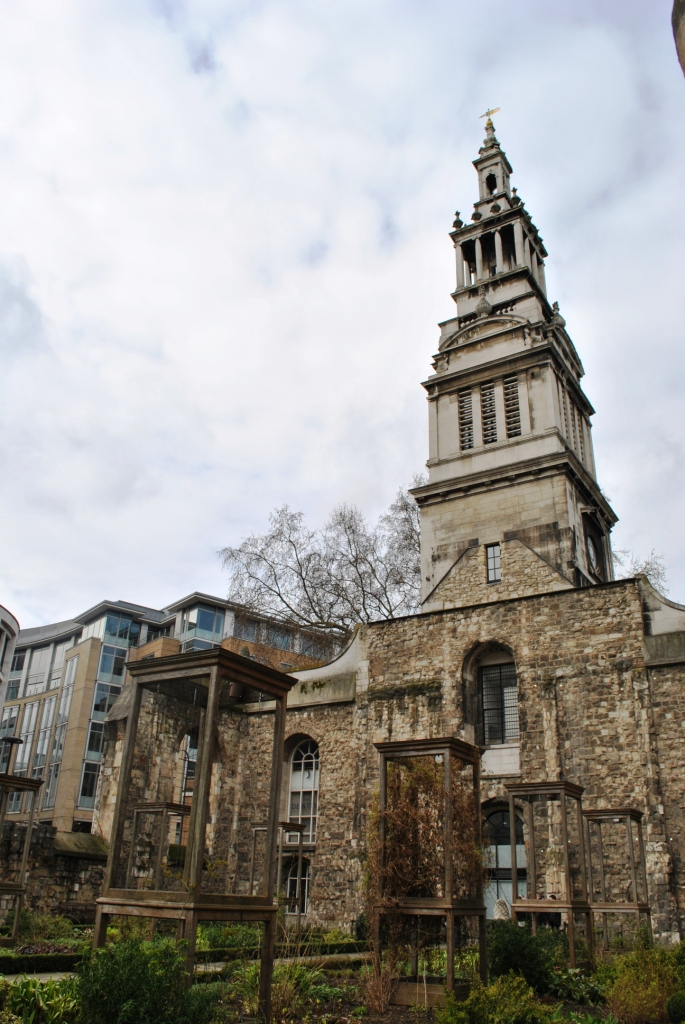
Ruines de l'église.
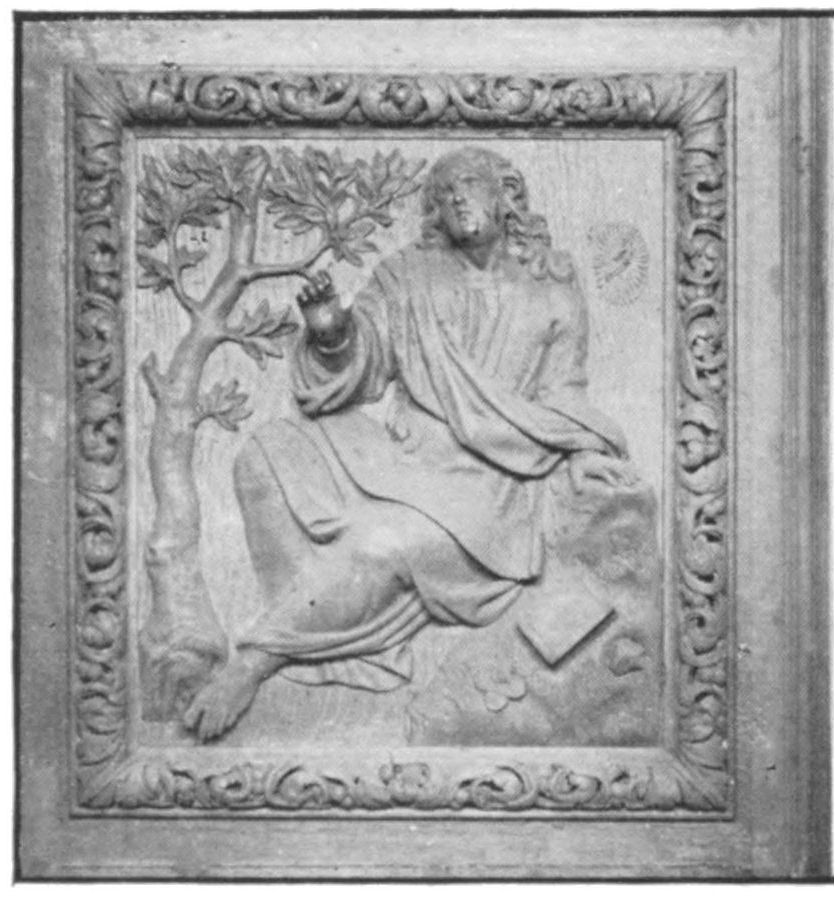
Élément des portes en bois sauvées de l'incendie en 1940.
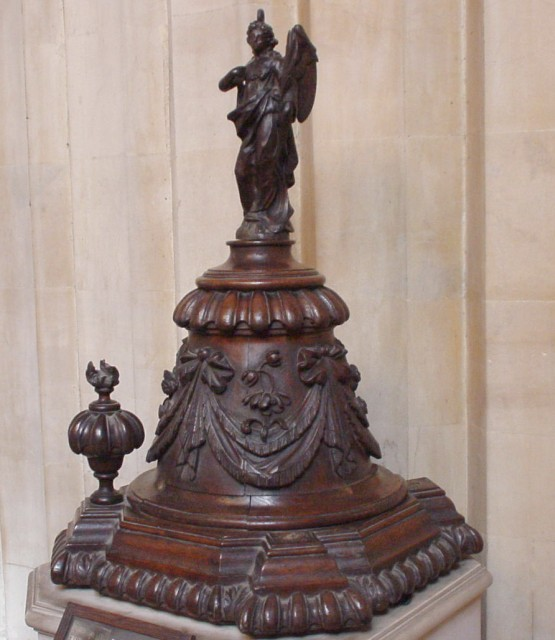
Couvercle des fonts baptismaux, préservé après le bombardement de 1940.